# يوديد الزركونيوم الرباعي
يوديد الزركونيوم الرباعي (أو رباعي يوديد الزركونيوم) مركب كيميائي له الصيغة ZrI4، ويكون على شكل مسحوق بلوري أصفر برتقالي.

## التحضير
يحضر هذا المركب من التفاعل المباشر بين عنصري الزركونيوم واليود عند درجات حرارة مرتفعة:
{\displaystyle \mathrm {Zr+2\ I_{2}\longrightarrow ZrI_{4}} }
أو من تفاعل كلوريد الزركونيوم الرباعي مع يوديد الألومنيوم:
{\displaystyle \mathrm {3\ ZrCl_{4}+4\ AlI_{3}\longrightarrow 3\ ZrI_{4}+4\ AlCl_{3}} }

## الخواص
يوجد المركب في الشروط القياسية على هيئة صلب برتقالي اللون، وله بنية بوليميرية كما بينت دراسة البلورات بالأشعة السينية، إذ تحتل ذرات الزركونيوم الرباعي مراكز ثمانية السطوح، وتكون محاطة بذرات اليود، ويكون طول الرابطة Zr-I مقدار 3.030 أنغستروم (Å)، وفي الروابط الطرفية 2.692 أنغستروم.